# 天文学

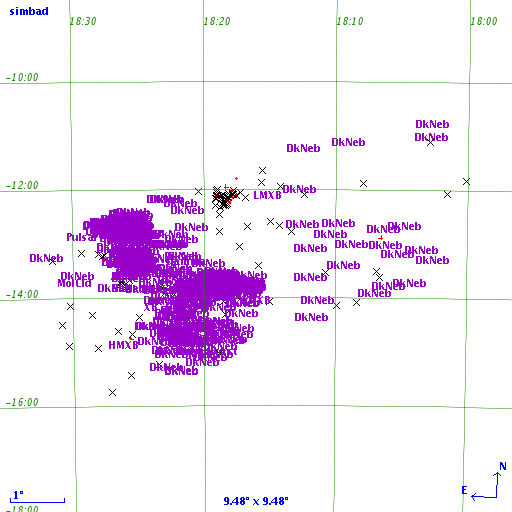
位置天文学の活動の一例。暗い星雲（DNe）のプロット。

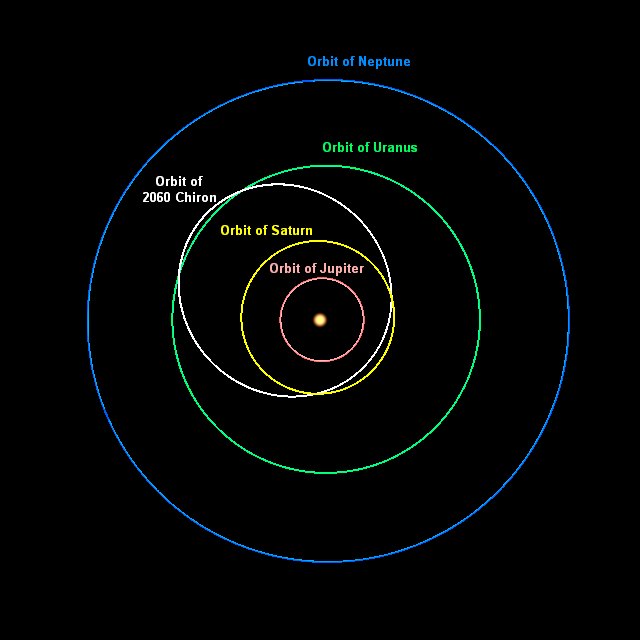
天体力学の一例。コンピュータを用いた 小惑星2060キロンの軌道計算（コンピューティング）と計算結果の表示。

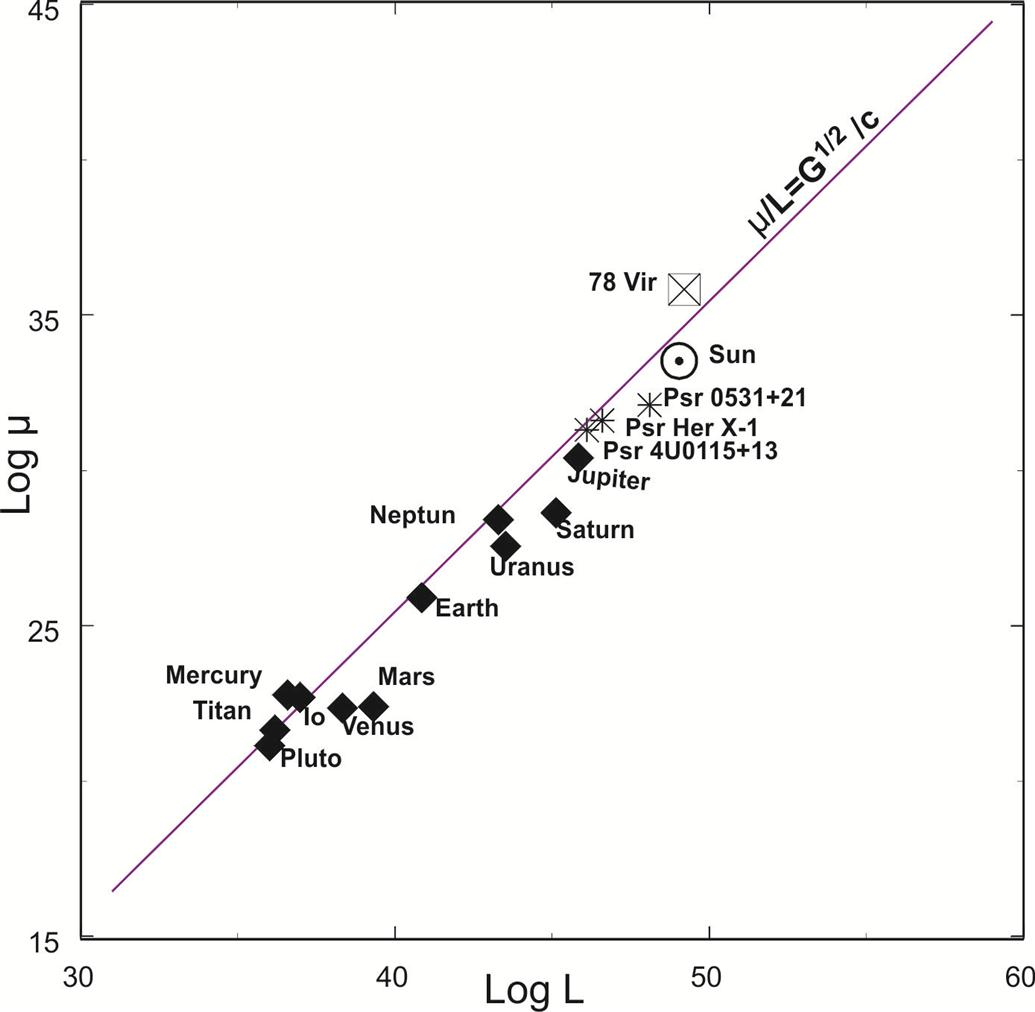
天体物理学の一例。天体の回転モーメントに応じた磁気モーメントの観測値のグラフ。

天文学（てんもんがく、英：astronomy, 独：Astronomie, Sternkunde, 蘭：astronomie (astronomia), sterrenkunde (sterrekunde), 仏：astronomie）は、天体や天文現象など、地球外で生起する自然現象の観測、法則の発見などを行う自然科学の一分野。古くは星学（せいがく）とも呼ばれた。

## 名称

### astronom-
ヨーロッパの言語に見られる astronom- （たとえば、英語の astronomy）は、古フランス語 astronomie、ラテン語 astronomia を中立ちとして、ギリシア語 άστρονομία (astronomía) にさかのぼる。άστρονομία は、「星」を意味する άστρων (astrōn) と「法則」を意味する νόμος (nómos)との複合語である。

### 天文・星学・暦学
「天文」（てんぶん／てんもん）の語は、古くは『易経』に見え、「山火賁」に「剛柔交錯天文也。文明以止人文也。觀乎天文以察時變。觀乎人文以化成天下。剛柔交錯するは天文なり。文明にして以て止まるは人文なり。天文を観、以て時変を察し、人文を観、以て天下を化成す。」とある。
漢語としての天文という言葉には、古くから陰陽道や暦学など天体の動きの変化から未来を予測する占い分野で用いられてきたという迷信的な側面があった（天文道・暦道）。
江戸期に洋学が盛んになると、オランダ語の sterre(n)kunde の訳語として暦学（れきがく）や星学（せいがく）が用いられた。。明治期になると、英語の astronomy やドイツ語の Astronomie の訳語として「星学」が採用された。
1878年には、東京帝国大学に「星学科」（Department of Astronomy）が設立された。大正期になると、研究対象が星のみならず宇宙空間やその他の事象にも及ぶことから、「天文学科」と改称された。ここで「天文学」が見えるが、誰がどのような理由で制定したのかはわかっていない。なお、なお「文学」は科学・学術の意とされ、地文学、人文学、水文学などの語にも見える。
これと同時期の1921年には、関西の京都帝国大学では新しい astrophysics を講義するということで、新城新蔵の提案でその訳語から「宇宙物理学教室」が設立された。そのため、現在でも京都大学出身の天文学者は肩書きとして「宇宙物理学者」を使用している。ただし、astrophysics は現在では天体物理学と訳されている。なお、天文学の分野以外ではしばしば「天文物理学」という表現が見られるが、そのような分野は存在しない。
また、明確な定義はないが、主に探査機によって得られたデータを用いる分野を宇宙科学と呼ぶこともある。
昭和期にも一般的な語で、島崎藤村の小説『夜明け前』にも例がある。
今日では、「天文」と言えば本来の迷信的要素は忘れられ、東洋天文学史を除いては専ら自然科学としての天文学を指している。
江戸幕府によって設置されていた観象台は、現在の気象台と国立天文台を併せ持つ機関として運営が行われていた。その目的は、暦の編纂、気象観測などを行うことであった。

## 概説
現代の天文学は主に3つの分野に分類できる。位置天文学・天体力学・天体物理学である。
天文学は自然科学としてもっとも早く古代から発達した学問である。先史時代の文化は、古代エジプトの記念碑やヌビアのピラミッドなどの天文遺産を残した。発生から間もない文明でも、バビロニアや古代ギリシア、古代中国や古代インドなど、そしてイランやマヤ文明などでも、夜空の入念な観測が行われた。
現代の天文学 (astronomy) を、天体の位置と人間界の出来事には関連があるという主張を基盤とする信念体系である占星術 (astrology) と混同しないよう注意が必要である。これらは同じ起源から発達したが、現代では完全に異なるものである。なお、現代において、天文現象について天文学的に論ずるときは当然占星術はいっさい排除しなければならないが、学問的に17世紀ごろまでの天文学史を研究する時は、占星術と天文学の関係も研究しなければならない。
もともと天文学という学問は、研究者が研究対象に直接触ったり取り扱ったりすることができず、また実験を行うことができないものと考えられていた。ところが近年は探査機が資料を持ち帰る時代になり、そのため太陽系の天体は純粋な天文学の対象から惑星物理学の領域に移りつつある。この例を除けば、天文学が基本的に用いる手段は電磁波を受信するリモートセンシングが中心となる。
天文学の研究には2つの側面がある。宇宙には地球のどんな実験室でも実現が難しい超高温・超高密度の領域がさまざまなところにあり、このような極限状態でも地上の物理法則が適応できることを確認してその普遍性を検証する点がその第一である。これは惑星運動を物理法則で説明した試みが嚆矢に当たる。もうひとつは人類が宇宙の中でどのような位置づけにあるかを考えることであり、いわゆる宇宙観の形成と言える。大抵の場合、天文学の研究にはこの両者が含まれる。
一方、「天文学は、宇宙を研究対象とする宇宙論（うちゅうろん、英：cosmology）とは深く関連するが、宇宙論のほうは思想哲学を起源とする異なる学問である」と述べる者もおり、立場の違いによってさまざまな見解が存在する。

### 位置天文学・天体力学・天体物理学
位置天文学は天体の位置を、天体力学は天体の運動を研究する学問で、天文学の中でも古典分野とみなされている。
「天文学」(astronomy) と「天体物理学」 (astrophysics) は同義語である。厳密な辞書的に定義すると、天文学は「地球大気の外にあるモノやコトについての物理・化学的性質に対する研究」であり、天体物理学は「天体や天文現象の振る舞い・物理的性質・動力学的過程」を取り扱う天文学の一分野である。たとえば、フランク・シューが1982年に著した入門書『The Physical Universe』の導入部には、天文学は対象の質的研究を指し、天体物理学が取り扱う対象は物理学的志向が高いという。しかし、現代のほとんどの天文学の研究は物理学的対象を取り扱うようになり、天文学は事実上天体物理学とみなされるようになった。
歴史的には、天文学の学問領域は位置天文学や天測航法また観測天文学や暦法などと同じく多様なものだが、近年では天文学の専門家とはしばしば天体物理学者と同義と受け止められる。 一方、観測天文学など一部の分野は、天体物理学というより旧来の天文学にあたる。天体に関わる研究を行うさまざまな分野では両方の単語が用いられ、その分野が歴史的に物理学の一部に相当するかによって決まることもある。なお、現代では多くの専門的な天文学者は、天文学でなく物理学の学位を取得している。

## 歴史
以下、主に西洋における発展を概説する。
有史以前

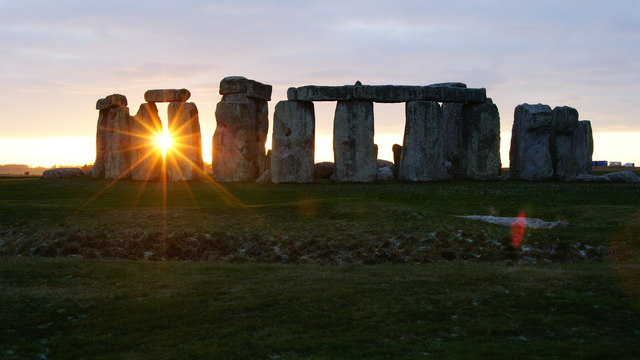
ストーンヘンジ

はるか昔、文字によって歴史が記されるようになる前の時代、天文学は肉眼による天体の観察と位置の予測だけであった。ときにストーンヘンジのような巨大な人工物がこの目的のために作られることもあり、それは儀式の舞台だけでなく、季節を知り植物の種まきをする時期を定めるために1年の長さを決定する天文台の役割を果たしたと推察されている。
古代
古代になり、文字で記録や歴史が残される時代になっても、星の研究はもっぱら肉眼で行われた。しかし文明が発達するとともに、バビロニア・中国・エジプト・ギリシア・インド・中央アメリカなどで天文台が建設され、宇宙の根元についての考察が発展を始めた。ほとんどの初期天文学は、恒星や惑星の位置を記す、現在では位置天文学と呼ばれるものだった。これらの観測から、惑星の挙動に対する最初のアイデアが形成され、宇宙における太陽・月そして地球の根源が哲学的に探求された。「地球は宇宙の中心にあり、太陽・月・星々が周囲を廻っている」と考えられた。この考え方は、クラウディオス・プトレマイオスから名を取って「プトレマイック・システム (Ptolemaic System)」と呼ばれる。

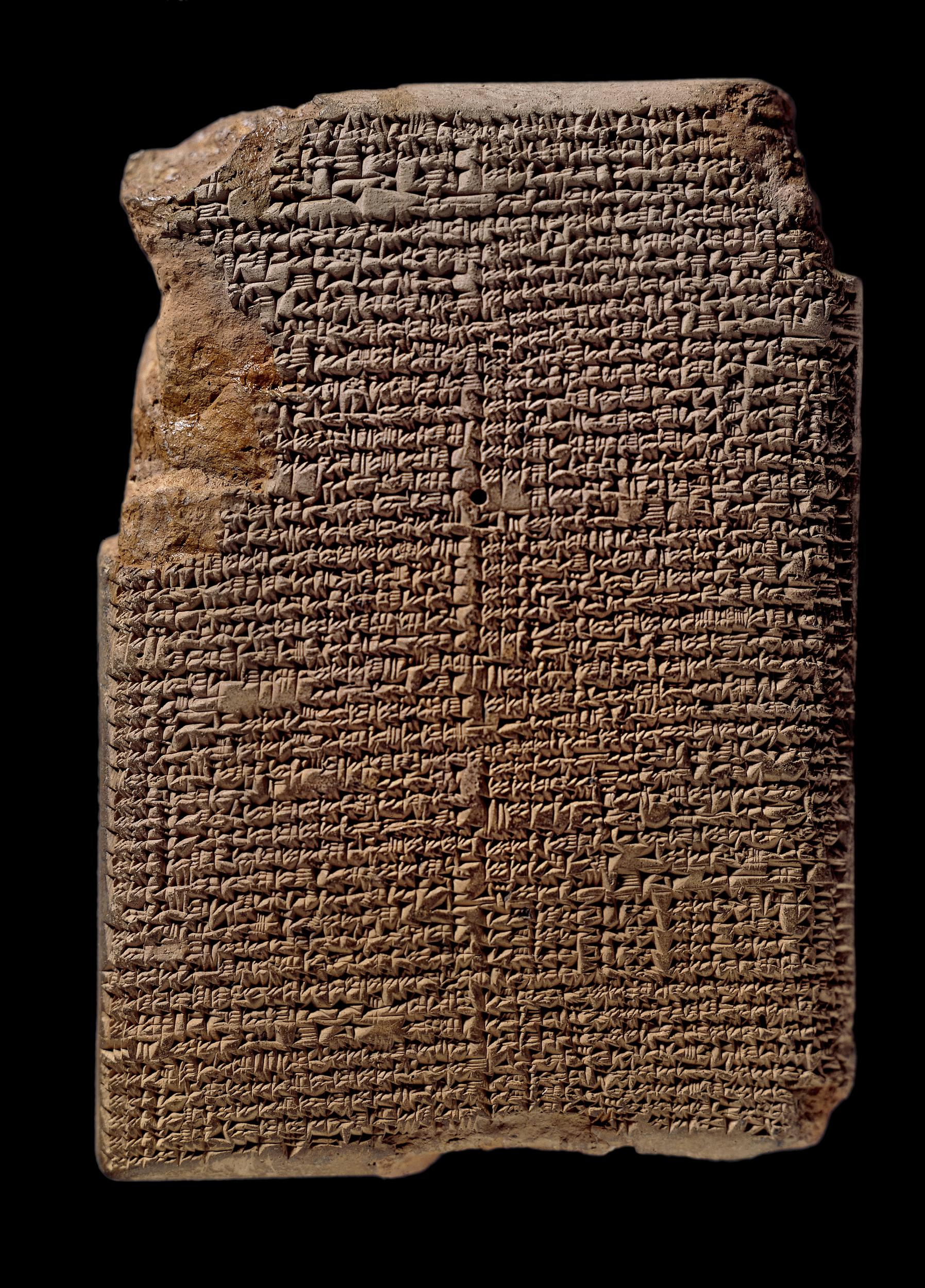
バビロニアの天文学について解説している粘土板の一例で、研究者のあいだでは通称で「MUL.APIN」と呼ばれている天文学論文集の中の最初のページ。左右のカラム（列）に分けて、天球の3つの区分、主要な星が昇る日付のリスト、グループで昇り沈む星々の日付のリスト、白道上の星座などについて記述されている。記録されている星のデータから、原本は紀元前1000年ごろに書かれ、この個体は紀元前7世紀ごろの複写だと推定されている。大英博物館所蔵。

数学的または科学的な天文学は、初期段階における非常に重要な進展だった。これらはバビロニアの人々によってもたらされ、後に多くの文明へと展開していく天文学の潮流を創り上げたものだった。バビロニアの天文学では、月食が一定の期間で再度起こることをサロス周期として発見した。

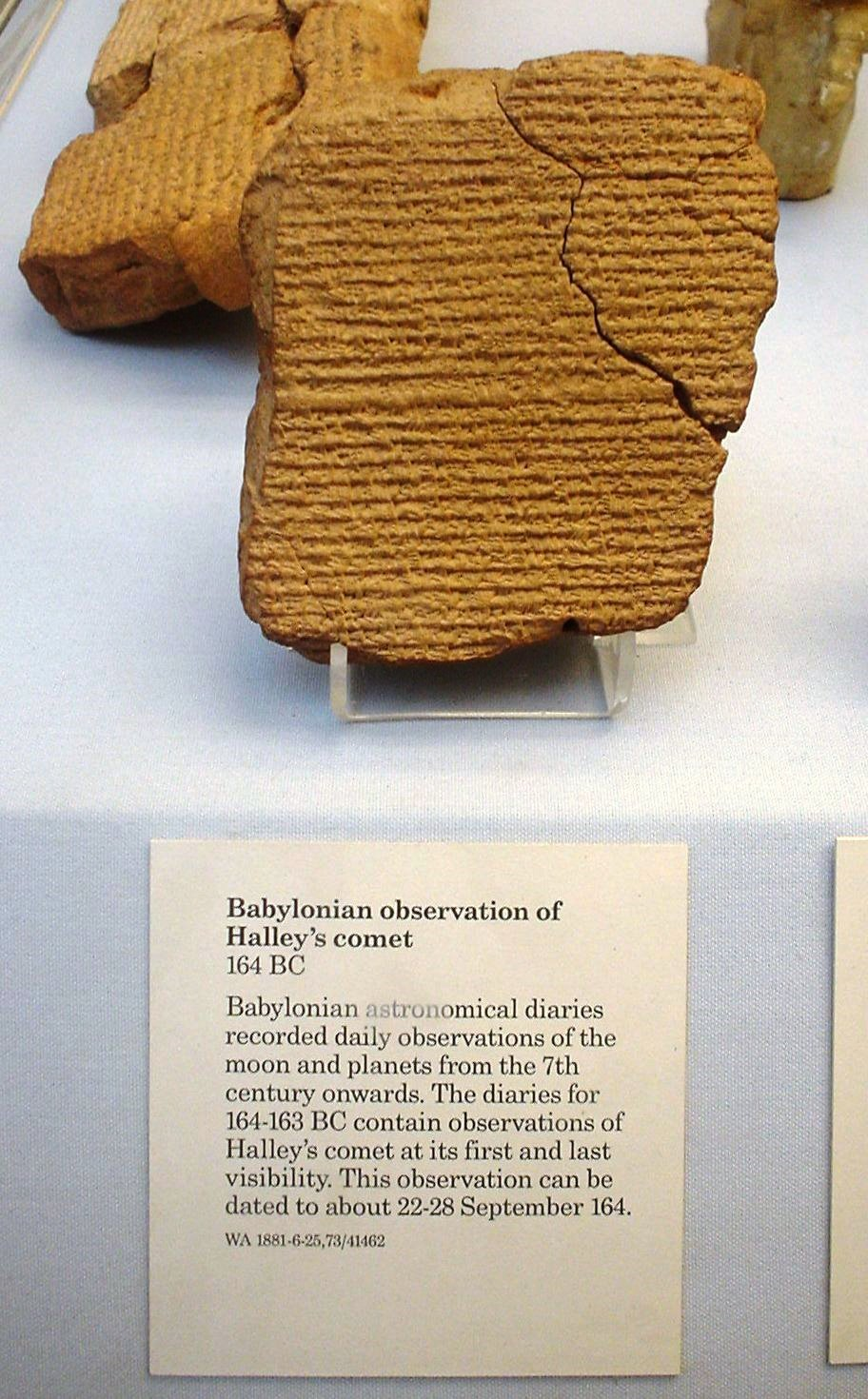
紀元前164年のハレー彗星の出現を記録しているバビロニアの粘土板。
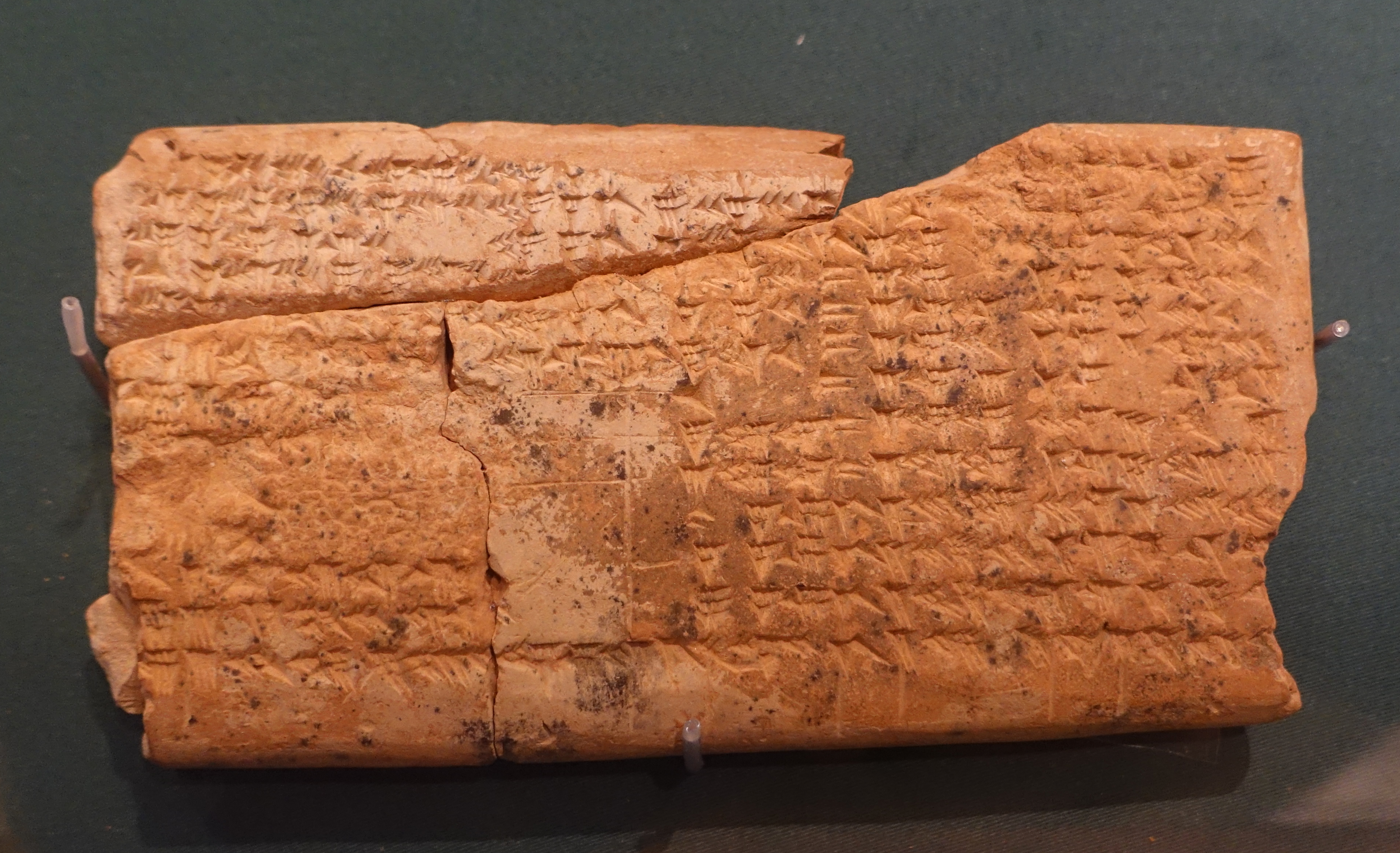
月の天体暦と満月の日付の表を載せているバビロニア粘土板（en:Oriental Institute (Chicago)所蔵）
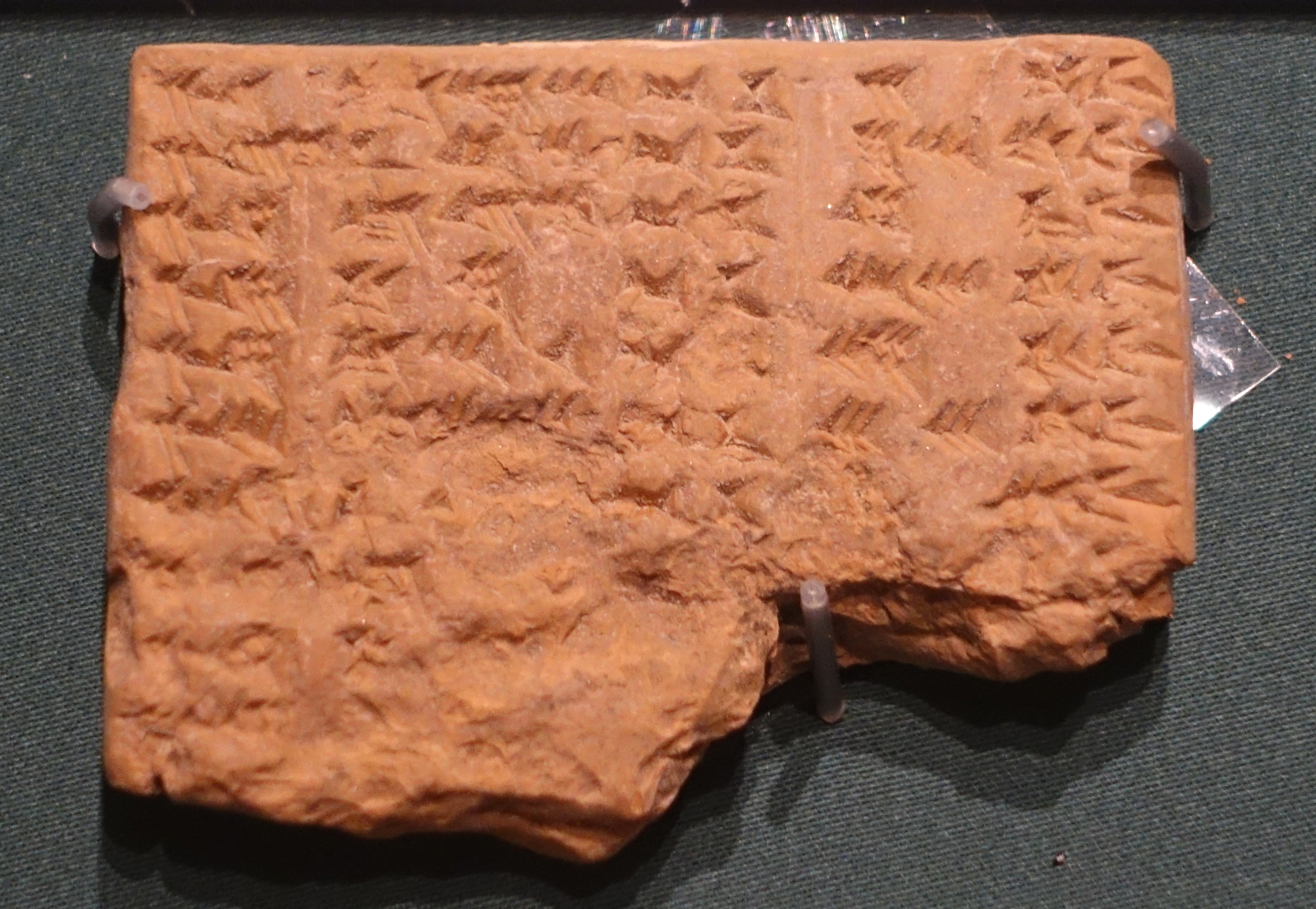
宵の明星、金星に関して、24年間にわたり、日付と位置を表形式で記録している粘土板（シカゴOriental Institute所蔵）
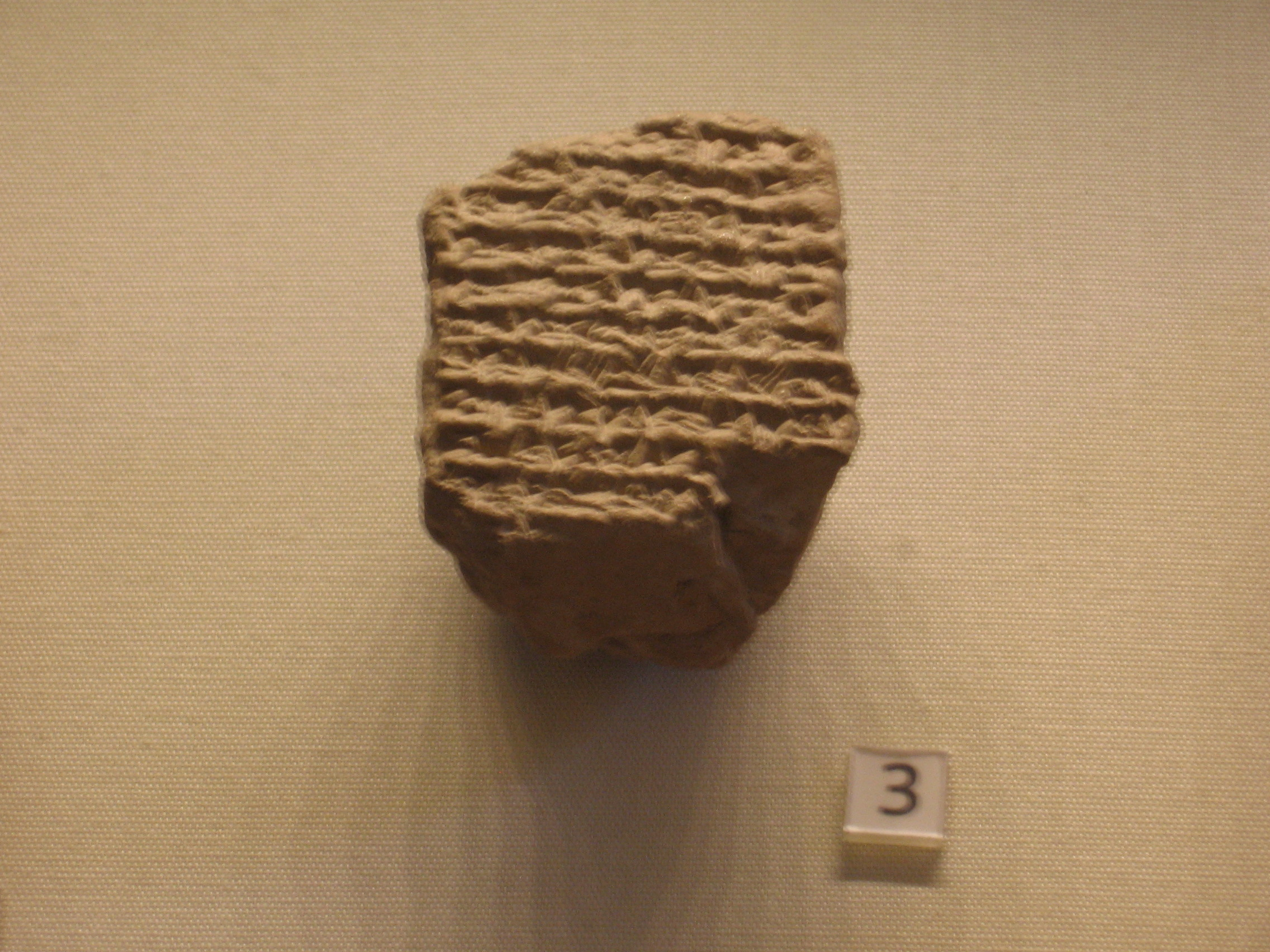
バビロニアの粘土板で、紀元前323年-322年の天体観測や気象観測の記録日誌の一部であり、アレクサンダー大王が死んだということを記述している箇所。（大英博物館所蔵）

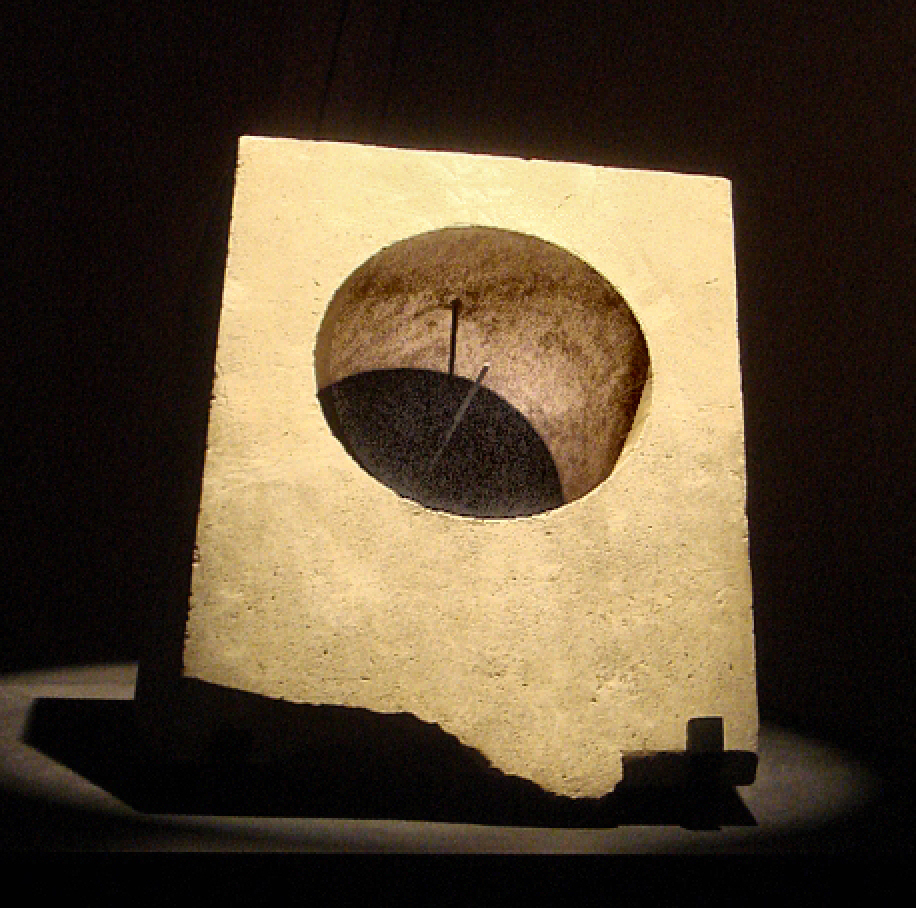
ギリシアの赤道日時計（紀元前2世紀-3世紀）。現在はアフガニスタンのアイ・ハヌムにある。

バビロニアの後、古代ギリシアとヘレニズム世界において天文学はさらに進歩した。ギリシア天文学はその初期段階から、天球における天体の回転運動を物理的に説明することを目指した点を特徴とした。紀元前3世紀、アリスタルコスは地球の大きさと、月や太陽の大きさと距離を計算し、太陽中心説による太陽系モデルを提案した。紀元前2世紀にはヒッパルコスが歳差を発見し、月の大きさと距離を計算し、アストロラーベのような初期の天文学装置を発明した。ヒッパルコスはまた、1020個の星とギリシア神話の神々の名に由来する北半球の星座のほとんどについて、詳細なカタログを作成した。紀元前150〜80年ごろ制作のアンティキティラ島の機械は、特定の日における太陽や月および星々の場所を計算するよう設計された、初期のアナログ計算機である。ヨーロッパにおいて、これに匹敵する制作技術の再興は14世紀の機械式天文時計の登場を待たなければならなかった。
中世
中世の時代、天文学は少なくとも13世紀になるまでヨーロッパでは停滞し、替わってイスラム世界などほかの地域で発展した。イスラムでは、9世紀初頭までに最初の天文台が建設され、これが寄与した。964年にはアブドゥル・ラフマーン・スーフィーによって局所銀河群最大の銀河であるアンドロメダ銀河が天の川の中から発見され、著作『星座の書』に記録された。1006年、非常に明るい等級で輝いた超新星SN 1006は、エジプトのアラビア人天文学者アリ・イブン・リドワンや、中国の天文学者らによって記録された。バッターニー、サービト・イブン・クッラ、アブドゥル・ラフマーン・スーフィー、アブー・マアシャル、アブー・ライハーン・ビールーニー、ザルカーリー、ビールジャンディーらイスラム世界の天文学者（ほとんどがペルシャやアラブ人）や、マラーゲ天文台、ウルグ・ベク天文台などは、科学の発展に大きく寄与した。彼らが用いた星の名は、多くが現在に引き継がれている。
これらの他にも、グレート・ジンバブエ遺跡やトンブクトゥに天体観察をする建物があったという推察もある。以前、ヨーロッパ人は植民地化される前のブラックアフリカでは天文観察は行われなかったと考えていたが、近年の発見はこの思い込みを覆しつつある。
中世末期からルネッサンス期へ、科学革命

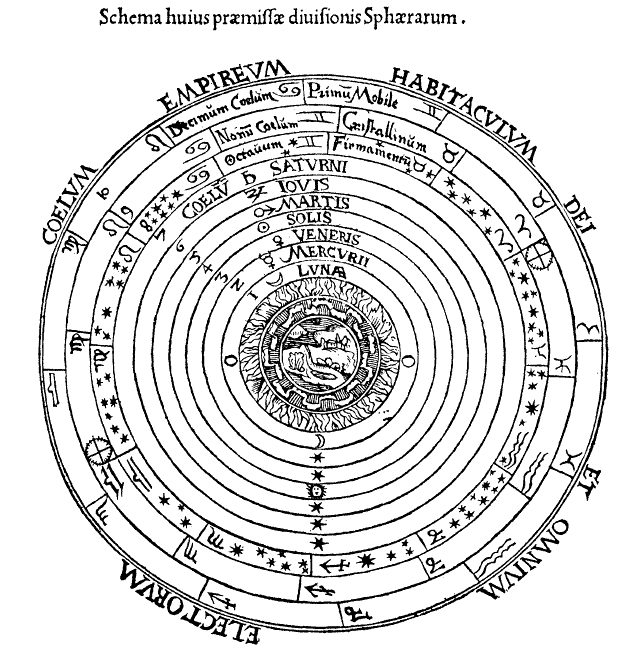
1539年に描かれた、プトレマイオス的な体系を示す図。地球が中心にあり、周囲に天球があり、太陽や諸惑星が回る。外側のほうに恒星がはりついている（ペトルス・アピアヌス、Cosmographia、1539年）。

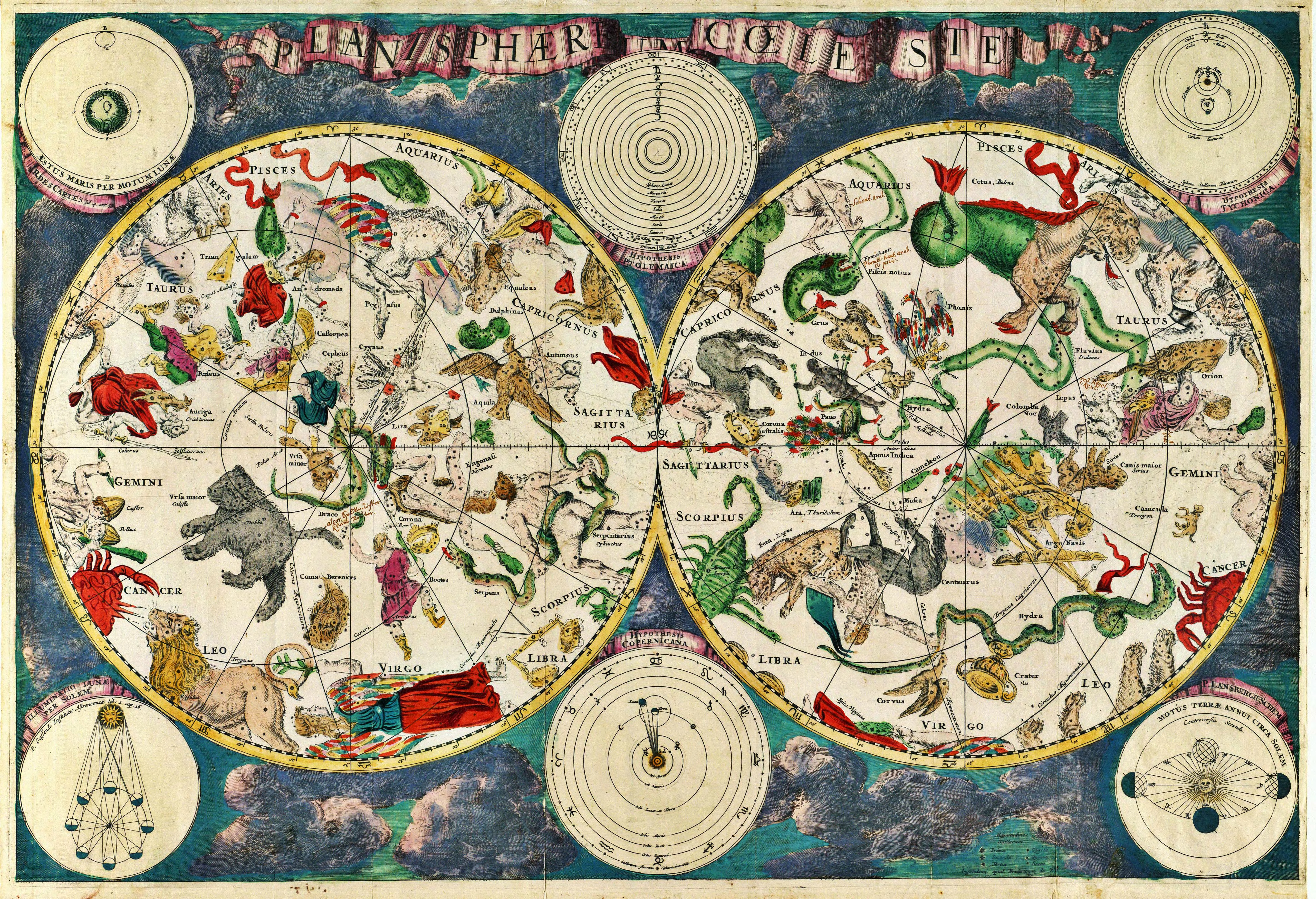
ドイツの地図製作者フレデリック・デ・ウィット作の天球図（17世紀）

（惑星運行の理論に関しては）ヨーロッパ中世では、地球を中心にして太陽や他の惑星が回っているとする説（地球中心説、geocentric model）が信じられていて、惑星の逆行に関しては周転円で説明していた。
ルネサンス期、ニコラウス・コペルニクスは、太陽を中心に惑星が回っているとする説（太陽中心説、heliocentricism）を提唱した。彼の説はガリレオ・ガリレイとヨハネス・ケプラーの支持を得た。

（観測法に関しては）ガリレオは望遠鏡を使うことで天体観測に革新をもたらした。

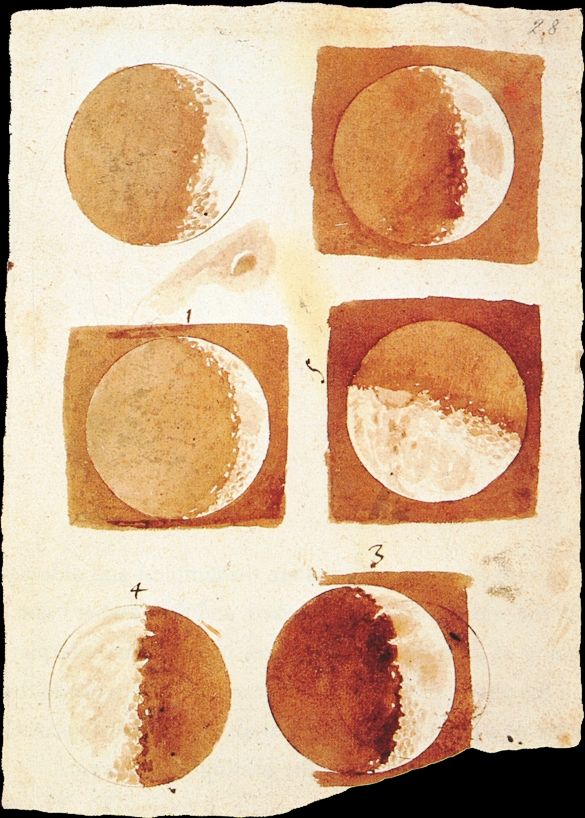
1616年、つまりガリレオ・ガリレイが天体望遠鏡を最初に自作してから7年後に月を観察し、記録として残したスケッチ

ヨハネス・ケプラーは1609年刊行のASTRONOMIA NOVA（邦訳名『新天文学』）において、従来の「惑星は完全な円の軌道で動く」という理論を超える「楕円の軌道で動く」という説を提唱した。そしてケプラーの法則も発表した。ただし、初めて太陽を中心とした惑星の各運動について、その詳細を説明することに挑んだが、その理論体系を構築するまでには至らなかった。それに成功したのはアイザック・ニュートンであり、天体力学と引力 gravitation の法則（万有引力の法則 law of universal gravitation）を導き出し、惑星運動に関する理論体系を構築してみせた。ニュートンはまたニュートン式望遠鏡（ニュートン方式の反射望遠鏡）も発明した。

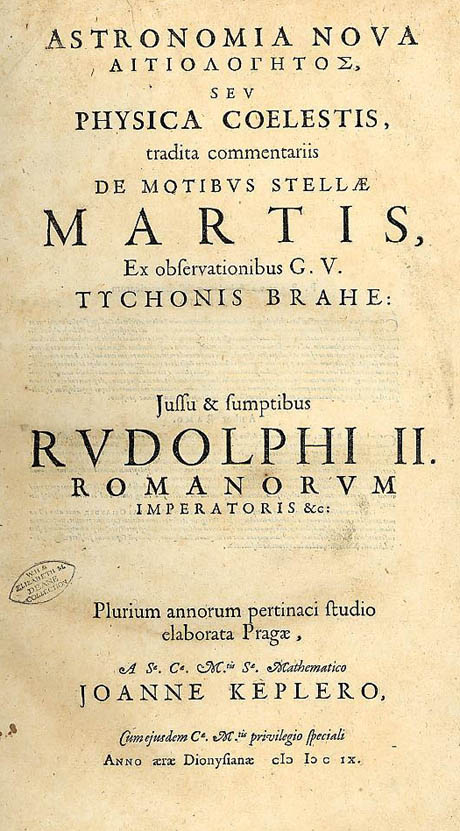
ヨハネス・ケプラーのASTRONOMIA NOVA（『新天文学』）1609年刊行。ラテン語。惑星は楕円運動をしていると提唱し、ケプラーの法則の第一と第二を発表した書物。
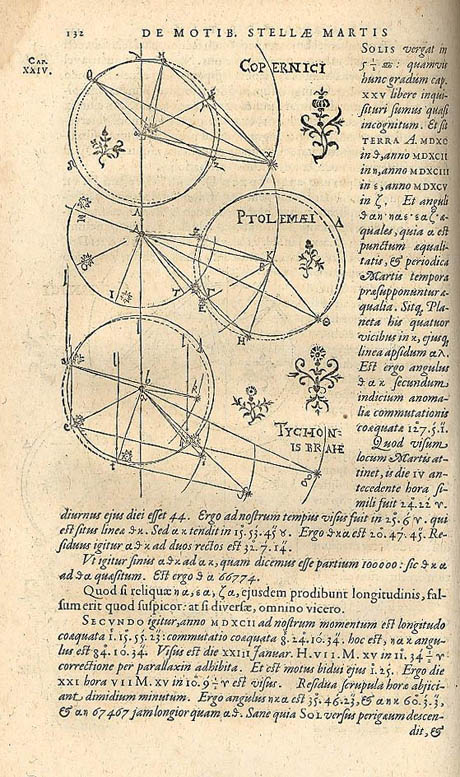
ASTRONOMIA NOVAのp.132。ケプラーが、理論間の比較をしてみせているページ。上はコペルニクスが提唱した太陽中心説を解説する図、中段はプトレマイオス的な「周転円」理論の図、下段がティコ・ブラーエの観測データに基づいて導かれた実際の軌道の図。
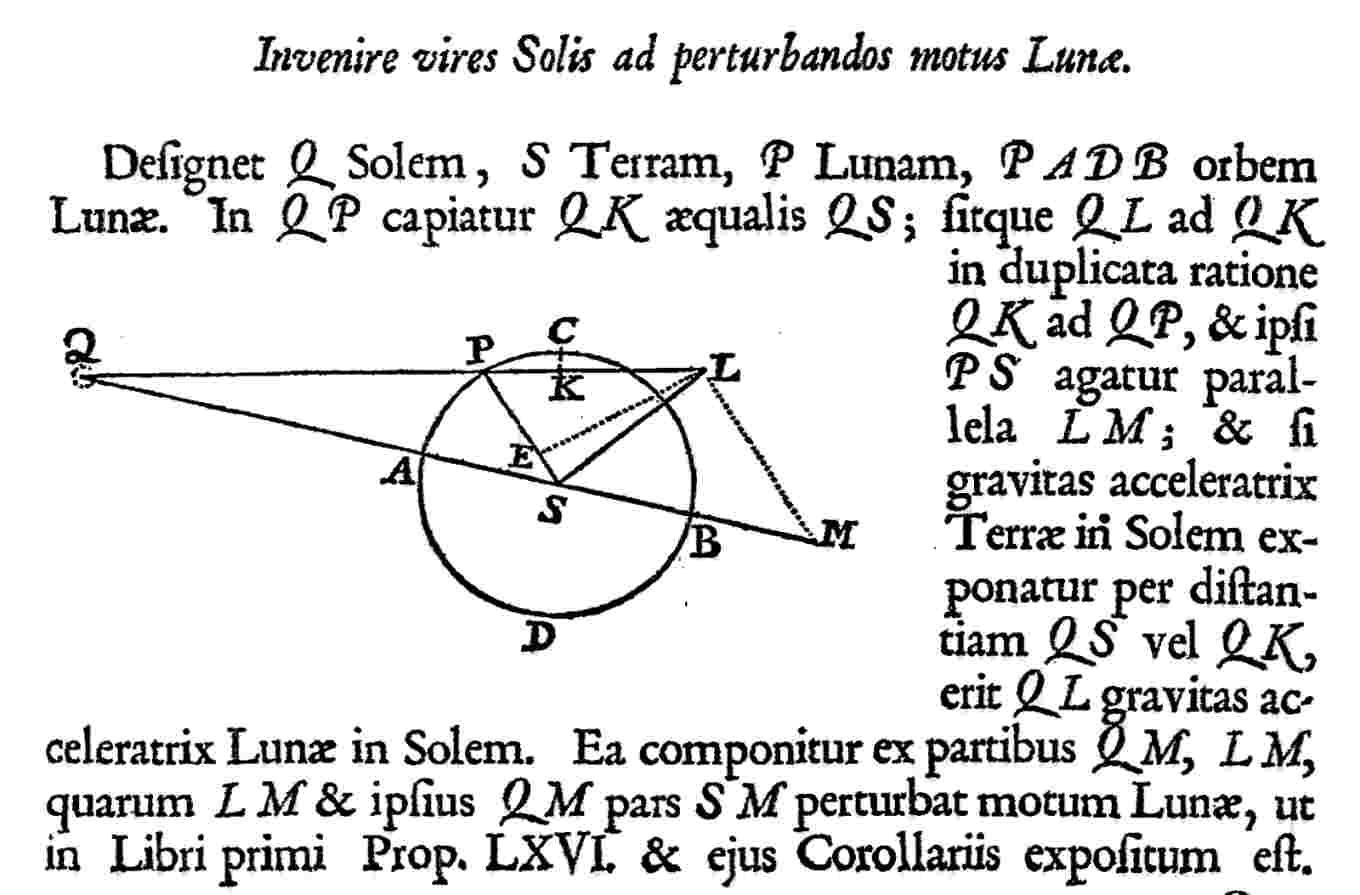
ニュートンの『自然哲学の数学的諸原理』の中の、万有引力が太陽・地球・月の間にもたらす力を分析している図。Qが太陽、Sが地球、Pが月、PADBは月の軌道...などと解説している。
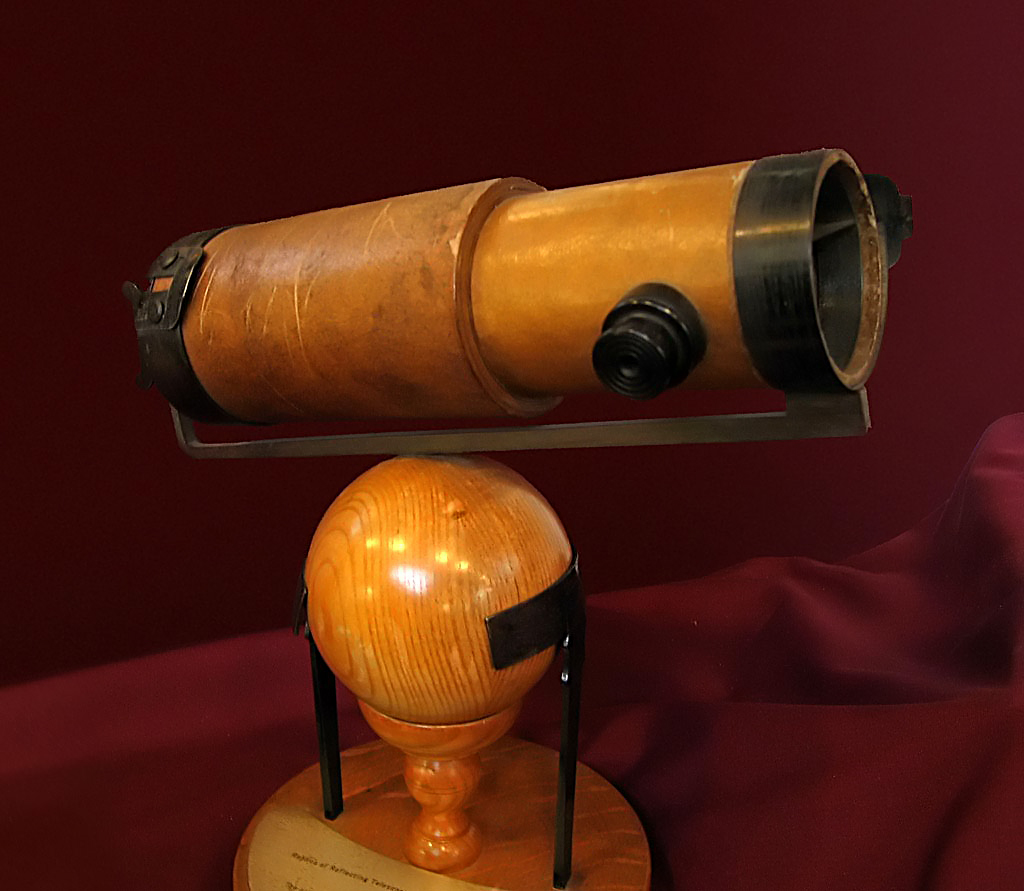
ニュートンが製作した二つ目の反射望遠鏡のレプリカ（王立協会所蔵）

18世紀から19世紀にかけて
さらなる発見には、望遠鏡の大きさと性能の向上が寄与した。大規模な星の一覧はニコラ・ルイ・ド・ラカーユが作成した。ウィリアム・ハーシェルは星雲と星団の詳細な一覧をまとめ上げ、1781年には天王星新発見を成し遂げた。。初めての星までの距離測定は、1839年にフリードリヒ・ヴィルヘルム・ベッセルが視差を用いてはくちょう座61番星までの距離を求めたことにさかのぼる。18〜19世紀には、レオンハルト・オイラー、アレクシス・クレロー、ジャン・ル・ロン・ダランベールが三体問題に取り組み、月や惑星の動きに関する予測精度が増した。この仕事はジョゼフ＝ルイ・ラグランジュとピエール＝シモン・ラプラスによってより洗練され、月や惑星の摂動からこれらの質量を計算できるようになった。
19世紀
分光器と写真など新技術の導入によって、天文学はさらなる大幅な進歩を遂げた。1814〜15年にヨゼフ・フォン・フラウンホーファーは、分光した太陽光線の中に約600の帯を発見し、1859年にはグスタフ・キルヒホフによってこれらから異なる元素が存在することを説明した。夜空の星々が太陽と同じ恒星であることも明らかになったが、それらの温度や質量、そして大きさは広い範囲に分布することも分かった。こうした分光学の発展は、のちに天体物理学へと発展する基礎となった。
20世紀
地球が存在する天の川銀河が、ほかから切り離されたある星の集団ということが判明したのは1924年のことで、エドウィン・ハッブルによってであり、その外には無数の銀河が存在すること、そして1929年には同じくハッブルによって宇宙が膨張していることが次々と分かり、人類の宇宙に対する認識（≒宇宙観）がどんどん変革した。1958年にはヤン・オールトによって、天の川銀河が渦巻き状をしていることが判明した。
1957年にはスプートニク1号が人類史上はじめて宇宙へと打ち上げられた人工衛星となり、これ以降人類は大気圏外の事象を直接観測する手段を手に入れた。こののちアメリカ合衆国とソヴィエト連邦によって宇宙開発競争が始まり、1960年代から1970年代にかけては両国の人工衛星が続々と打ち上げられ、宇宙空間の知見が急速に集積した。1959年にはソヴィエトがルナ1号によって月探査を初めて成功させ、ついでアメリカのマリナー計画やソヴィエトのベネラ計画、マルス計画などによって内太陽系の調査は徐々に進んでいった。外太陽系も、1973年にはパイオニア10号が木星を初探査、1979年にはパイオニア11号が土星を初探査した。1977年に打ち上げられたボイジャー2号は1986年に天王星、1989年に海王星を初探査し、この両惑星における貴重なデータをもたらした。1990年には初の地球大気圏外の望遠鏡としてハッブル宇宙望遠鏡が打ち上げられ、これにより地上での観測よりもはるかに詳細なデータの入手が可能になった。

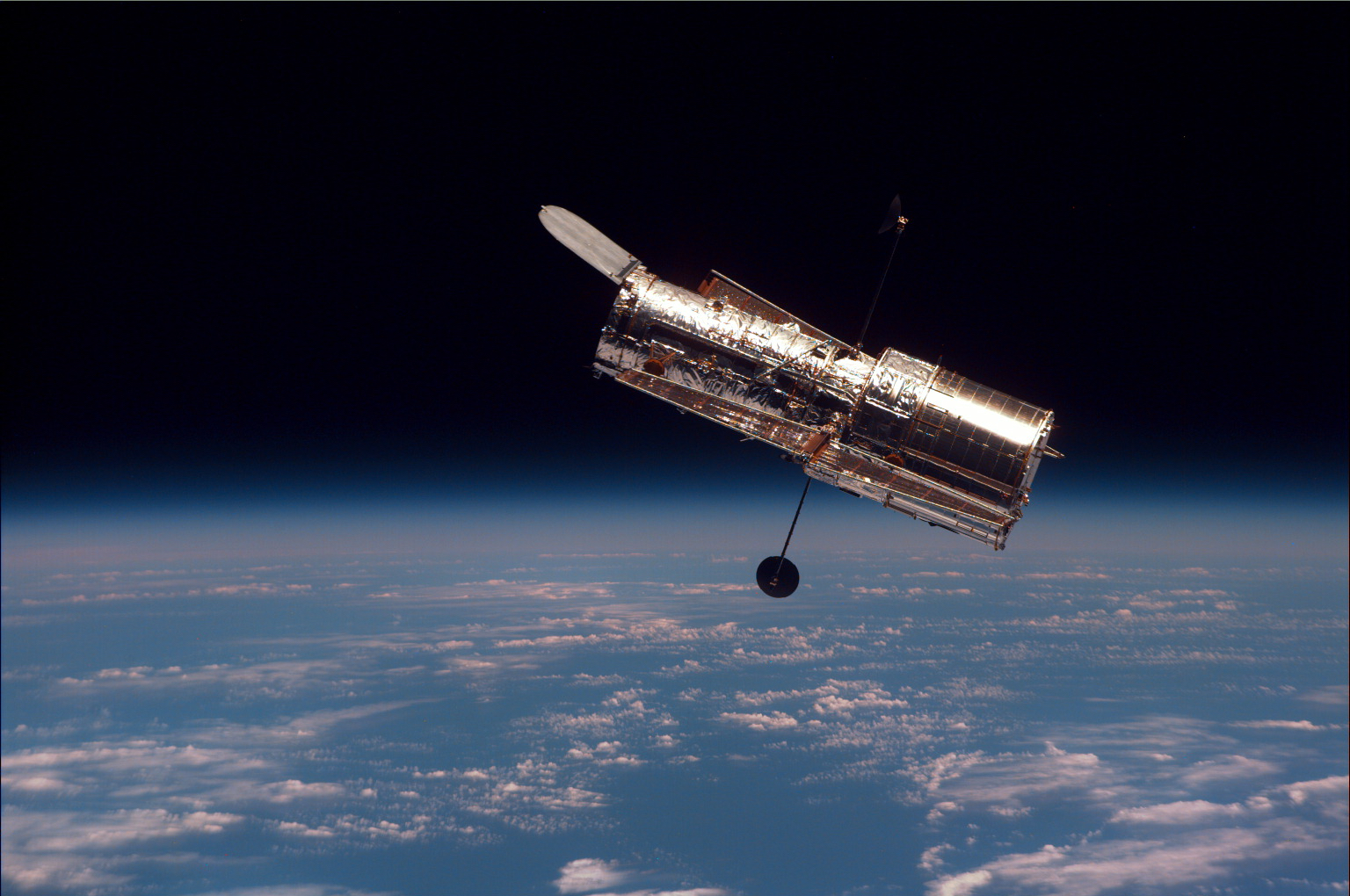
宇宙空間に浮かび大気の影響を受けずに観測ができるハッブル宇宙望遠鏡

### 南半球
- 天の南半球（英語版）
  - オーストラリア先住民の天文学（英語版）(アボリジニの天文学)

## 天文学の各種分野
天文学は、天文現象へのアプローチの仕方によって大ざっぱにいって、観測天文学と理論天文学に分けることができる。観測天文学では、天体の現象を観測し、膨大なデータを収集する。理論天文学では、それらの現象を説明するモデルや理論、原理などを発見したり、作り出したりする。1980年代以降、大学や研究所の大型計算機センターに設置されたスーパーコンピュータを用いて、惑星や銀河の生成理論などにおいてはコンピュータによるシミュレーション実験も多用される。近年は、シミュレータそのものの専用計算機が開発され、多くの研究室で実験に供されるようになってきている。
より一般的には、それぞれの研究者の扱う研究対象や手法によって分野が分けられる。たとえば、銀河の挙動を中心に研究する銀河天文学など宇宙の特定の天体を扱うもの、宇宙論や星形成論など特定の問題を扱うもの、電波天文学や光赤外天文学など天体を観測する手法による分類などができる。

### 研究対象に基づく分類
- 暦 - 位置天文学 - 天体力学
- 宇宙論 - 天体物理学
- 銀河 - 銀河天文学 - 銀河進化論 - 銀河形成論
- 恒星 - 恒星天文学 - 恒星物理学 - 恒星進化論 - 星形成論
- 星雲・星団 - 星間物理学
- 惑星 - 惑星科学 - 惑星物理学 - 惑星形成論
- 地球 - 地球物理学 - 地球化学

本分類は、歴史的発展に基づき作成したものである。天文学分野で最初に研究が行われたのは、暦を研究する暦学であり、そこから、海上を移動する際に現在位置を知るために発展した位置天文学へとつながる。そして、その位置天文学に基づく観測の結果から天体力学へと発展を遂げたものである。また、宇宙論は、神話や宗教等によって、それらはさまざまな伝承などの形で現在に至っている。宇宙論が、きちんと物理学的に探求されるようになったのは、近代に入ってからである。その他の、観測分野にしても同様であり、天体観測が系統的に行われるようになってからのことである。
本分類は、観測対象＝研究対象という意味もある。暦の場合には、地球の自転についての研究である。そこから発展する形で、惑星運動の研究が行われた（ケプラーの法則）。宇宙論に関しては、仮説から観測によって、ビッグバン宇宙論が確立し現在に至っている。銀河の観測については、彗星ハンターと呼ばれる人々によって開始され、大型の観測装置が設置されることになってから詳しく研究が行われるようになったものである（シャルル・メシエ、ウィリアム・ハーシェル）。最後に地球に関しては、さまざまな神話の時代から探求が行われ、地上で起こる現象や地理学的な知見によって、地球物理学が発展してきたものである（関連項目：地震学）。地球化学に関しては、地球全体における化学的収支を明らかにするために、研究が行われている分野である（関連項目：環境問題）。
このように、地球-地球・月系-太陽系-銀河系-宇宙の大規模構造-宇宙誕生そして進化にいたる、幅広い研究領域を扱う学問である。

### 観測媒体による分類
電磁波を用いる天文学
天文学では、天体などの基本的情報を可視光線や、より多くを電磁波から得る。一般に温度（エネルギー）の高い物体からは波長の短い電磁波が放射されるため、短い波長を用いれば、エネルギーの高い天体現象を観測することができる。天文学を以下に波長によって分類する。なお、宇宙膨張に伴い、宇宙誕生初期に発生した光などは、より長い波長の光や赤外線、サブミリ波で観測される（関連項目：ドップラー効果）。恒星や惑星、衛星や星間ダストの出す放射スペクトルは、一般に黒体輻射の法則に従う（関連項目：ボルツマン定数）。
- 電波天文学
- 赤外線天文学
- 可視光天文学
- 紫外線天文学
- X線天文学
- ガンマ線天文学

電磁波以外の媒体を用いる天文学
- ニュートリノ天文学 （2007年までにニュートリノで観測された天体は太陽とSN 1987Aの2天体のみ）
- 重力波天文学 （2016年2月、重力波がもたらす時空の歪みを測定することにより、連星ブラックホールを観測している）[50]

コンピュータ機器を用いる天文学
- シミュレーション天文学（観測媒体というより、物理学現象による小宇宙を電算機内に構築し、シミュレーションによって検証する天文学）

### 関連分野
- 宇宙化学 - 大型望遠鏡によって発展してきた分光学を支える学問分野。暗黒星雲内の化学研究や惑星探査機による惑星大気観測などの研究が行われている。
- 宇宙医学 - 宇宙飛行士による、長期滞在実験（ソユーズ計画、スカイラブ計画、サリュート計画、ミール計画、スペースシャトル計画、国際宇宙ステーション（ISS））によって、現在も研究が進められている。この目的は、当面は月への恒久基地建設に伴う長期滞在、火星への有人探査計画であるが、将来的には人類の宇宙活動が、生産や居住等にまで拡大した時代を見越して研究が進められている。
- 宇宙生物学 - アストロバイオロジーともいう。比較的新しい分野であるが、地球以外の星に生命が存在する可能性の研究や、宇宙由来のタンパク質やDNA（まだ見つかっていない）等の研究を行う分野である。
- 宇宙工学 - 宇宙開発を行うことに関連した工学の一分野。

### 学際分野
- 天文学史 (history of astronomy)
- 宇宙形状論 (cosmography)
- 星座の記述 (uranography)
- 星図の作成 (celestial cartography)
- 星名の研究 (astronymy)
- 天文考古学 (archaeoastronomy)
- 古天文学 (palaeoastronomy)
- 天文民俗学 (astronomical folklore):天文学と民俗学の学際領域
- 占星術 (astrology)

なお、上述の中で、占星術、天文考古学、天文民俗学は、数理天文学者などからは疑似科学とみなされている。

## アマチュアとの関係

アマチュア天文学。星空を観察する人々

天文学は、数ある科学分野の中でもアマチュアの活発な活動が役に立つことのある、数少ない分野である。特定の天体を追跡したり、彗星や小惑星などの新たな星を発見するといった、さまざまな形でアマチュアによる活動が行われており、プロの研究者へのフィードバックや連携活動も珍しくない。中でももっともアマチュア天文家の活躍した分野は彗星の発見であり、かつて「コメットハンター」と呼ばれる熱心なアマチュア天文家らの手によって多くの彗星が発見されたが、1995年の地球近傍小惑星追跡（NEAT）や1998年以降のリンカーン地球近傍小惑星探査（LINEAR）といった自動捜索プロジェクトの始動によって目視による彗星発見は激減し、かわってインターネット上などで公開されたデータをもとに彗星を発見する方法が主流となった。その後もアマチュア天文家が大きな発見をするケースは多く、2012年には4つの太陽を持つ惑星がアマチュア天文家と天文学者のチームによって発見された。